# Marek Bajor
Marek Bajor (* 10. Januar 1970 in Kolbuszowa, Polen) ist ein ehemaliger polnischer Fußballspieler.

## Vereinskarriere
Marek Bajor spielte seine gesamte Karriere lang in Polen, für Igloopol Dębica, Widzew Łódź und Amica Wronki.

## Nationalmannschaft
Bajor spielte zwar nie für die polnische Nationalmannschaft, gewann aber mit der Olympiaauswahl Polens 1992 bei den Olympischen Sommerspielen in Barcelona die Silbermedaille. 

## Trainerlaufbahn
Aktuell ist Marek Bajor Co-Trainer bei Lech Posen.

## Erfolge
- Polnischer Meister (1996, 1997)
- Polnischer Pokalsieger (1998, 1999, 2000)
- Polnischer Supercup (1997, 1999, 2000)
- Olympische Silbermedaille (1992)

| Personendaten    | Personendaten             |
| ---------------- | ------------------------- |
| NAME             | Bajor, Marek              |
| KURZBESCHREIBUNG | polnischer Fußballspieler |
| GEBURTSDATUM     | 10. Januar 1970           |
| GEBURTSORT       | Kolbuszowa, Polen         |